# Шадюль, Алина Брониславовна
Алина Брониславовна Шадюль — советский хозяйственный и государственный деятель, лауреат Государственной премии СССР за выдающиеся достижения в труде.

## Биография
Родилась в 1948 году в Подгородно. Член КПСС.
В 1966—2005 — доярка совхоза, экспериментальной базы «Погородно» / КУСП «Экспериментальная база Погородно» Вороновского района Гродненской области.
Возглавив в 1977 году соревнование животноводов Гродненской области, она от 133 коров надоила 425 тонн молока, как и было предусмотрено личным годовым обязательством. Прошлогодний рубеж был перекрыт на 75 тонн.
За широкое использование результатов научных исследований и передового опыта, обеспечивших существенное повышение эффективности производства и качества животноводческой продукции была в составе коллектива удостоена Государственной премии СССР за выдающиеся достижения в труде 1977 года.
Живёт в Вороновском районе Гродненской области.

## Награды
- Орден Трудовой Славы II степени
- Орден Трудовой Славы III степени